# ويليام لورانس سكوت
ويليام لورانس سكوت (بالإنجليزية: William Lawrence Scott)‏ هو سياسي أمريكي، ولد في 2 يوليو 1828 بواشنطن العاصمة في الولايات المتحدة، وتوفي في 19 سبتمبر 1891 في نفس البلد. حزبياً، نشط في الحزب الديمقراطي. وقد انتخب عضو مجلس النواب الأمريكي.